# 乔·佩里 (斯诺克运动员)
喬·佩里（英語：Joe Perry，1974年8月13日—），是退役的英格蘭職業司諾克選手。他又名「Fen Potter」，暱稱為紳士（the Gentleman）。
佩里於1992年轉打職業賽，2002年首次打進前16名。他曾在2004年及2005年連續兩年殺進英國錦標賽四強，2008年打進世界錦標賽四強。2015年以40歲之齡勝出球員巡迴錦標賽決賽，首次贏得排名賽冠軍。2017年大師賽中首度打入三大賽決賽，但以7–10負於羅尼·奧沙利文。
2022年威爾斯公開賽，他以9–5擊敗賈德·川普，第二次獲得排名賽頭銜，並以47歲之齡成為當時第二年長的排名賽冠軍，僅次於雷·里爾頓（馬克·威廉斯48歲時贏得2023年英國公開賽，使佩里變為第三年長的排名賽冠軍）。